# パマリカン島
パマリカン島(パマリカンとう、Pamalican Island)はパラワン島とパナイ島の間に存在するスールー海のクーヨー諸島の島。フィリピンのパラワン州に属している。7km四方の珊瑚礁の真ん中辺りに存在し、長さ2.5km、幅500mほどの大きさである。
島はもともと裕福でない家族所有のプランテーションとして開拓された。その後、島はアンドレス・ソリアノが購入した。彼の子供は島内に行楽地の建設を決め、高級リゾートを確立するため運営件を貸し出した。島はソリアノの私有財産であり、7社のシーリゾートに属している。高級観光業者のアマンリゾートがアマンプロとして運営している。
島内への交通はマニラからドルニエ228-202Kが運行しており、これは顧客と貨物を島へ運んでいる。それぞれのバンガローには島内での自由な移動のために個人用のバギーがある。島周辺の雰囲気は人里離れて静かである。
ダイビングでは美しい珊瑚に加え、大きなウミガメやエイを見ることができる。北岸の「ウィンドサーフハット」でウィンドサーフィン向けにサーフボードやセイルボードが貸し出されている。浅く、波から守られた礁湖では簡単にウィンドサーフィンが可能で、特に11月から5月の北部モンスーンの時期には風が岸まで来るため良好である。

## ギャラリー

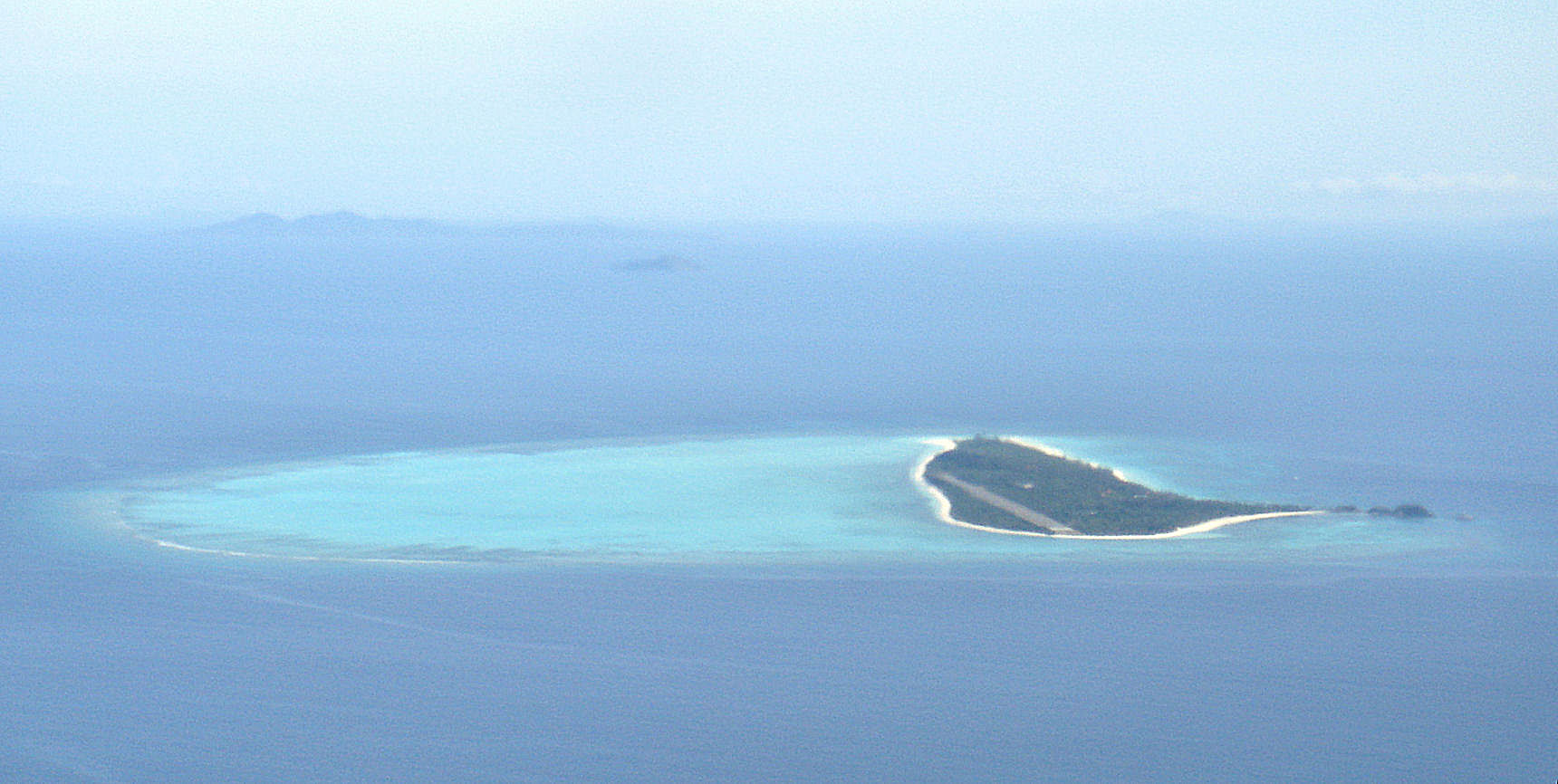
珊瑚礁に囲まれたパマリカン島の空撮画像。奥には左にアグタヤ島、右にクーヨー島が見えている。
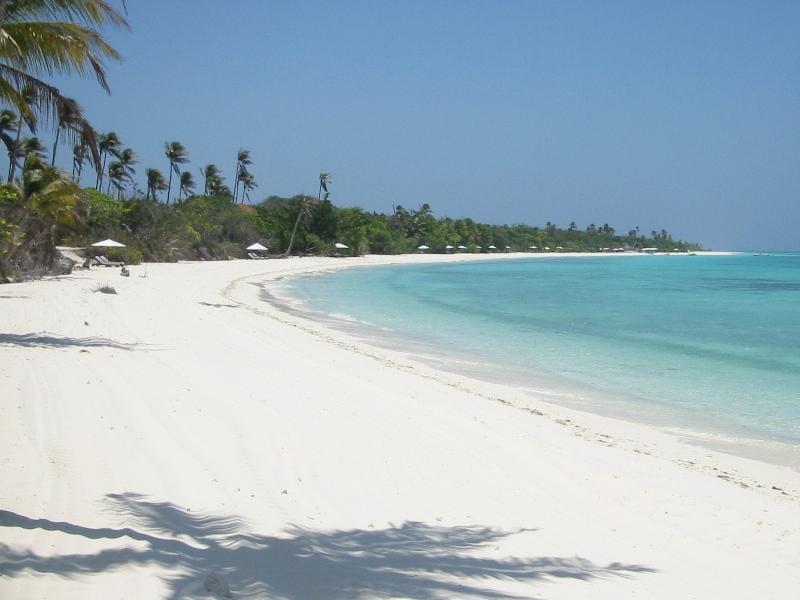
パマリカン島の南岸の砂浜